# Haplomelitta fasciata
Haplomelitta fasciata är en biart som beskrevs av Michener 1981. Haplomelitta fasciata ingår i släktet Haplomelitta och familjen sommarbin. Inga underarter finns listade i Catalogue of Life.